# Farooq
Farooq (arabisch فاروق, DMG Fārūq) ist als Variante von Faruq ein arabischer männlicher Vorname und Familienname. Er hat die Bedeutung „jemand, der richtig von falsch unterscheiden kann“ bzw. „jemand, der die Wahrheit erkennt“, und geht zurück auf den Beinamen des zweiten Kalifen Umar ibn al-Chattab. Die türkische Form des Namens ist Faruk.

## Vorname

### Farooq
- Farooq Aziz (* 1978), pakistanischer Fußballspieler
- Farooq Ahmad Khan Leghari (1940–2010), pakistanischer Politiker und Staatspräsident

### Faarooq
- Faarooq, Ringname von Ron Simmons (* 1958), US-amerikanischer Wrestler

### Faruq
- Faruq Z. Bey (1942–2012), US-amerikanischer Jazz-Musiker, Komponist und Lyriker
- Faruq al-Qadumi (1931–2024), palästinensischer Politiker
- Faruq Saleem (* 1973), US-amerikanischer Boxer

### Faruk
- Faruk Atalay (* 1981), türkischer Fußballspieler
- Faruk Bayar (* 1981), türkischer Fußballspieler
- Faruk Čaklovica (* 1953), bosnischer Hochschullehrer
- Faruk Nafız Çamlıbel (1898–1973), türkischer Dramatiker und Lyriker
- Faruk Çelik (* 1956), türkischer Politiker
- Faruk Gül (* 1988), deutscher Fußballspieler türkischer Herkunft
- Faruk Gürler (1913–1975), türkischer General
- Faruk Hadžibegić (* 1957), bosnischer Fußballspieler und -trainer
- Faruk Hujdurović (* 1970), bosnischer Fußballspieler
- Faruk İremet (* 1965), türkisch-schwedischer Schriftsteller
- Faruk Karadoğan (* 1947), türkischer Fußballspieler und -trainer
- Faruk Koca (* 1964), türkischer Politiker, Unternehmer und Sportfunktionär
- Faruk Namdar (* 1974), türkischer Fußballspieler
- Faruk Nafız Özak (* 1946), türkischer Bauingenieur und Politiker
- Faruk al-Scharaa (* 1938), syrischer Politiker und Diplomat
- Faruk Šehić (* 1970), bosnischer Schriftsteller und Journalist
- Faruk Şen (1948–2025), türkisch-deutscher Ökonom und Migrationswissenschaftler
- Faruk Sükan (1920–2005), türkischer Mediziner und Politiker
- Faruk Sümer (1924–1995), türkischer Historiker
- Faruk Tajfur, syrischer Politiker
- Faruk Vražalić (* 1990), bosnisch-herzegowinischer Handballspieler
- Faruk Yiğit (* 1966), türkischer Fußballspieler und -trainer

#### Zwischenname
- Ömer Faruk Akün (1926–2016), türkischer Literaturwissenschaftler und Literaturhistoriker
- Ömer Faruk Ay (* 1999), türkischer Fußballspieler
- Ömer Faruk Gergerlioğlu (* 1965), türkischer Mediziner und Politiker
- Ömer Faruk Gökçe (* 1962), türkischer Fußballspieler und -trainer
- Ömer Faruk Harman (1950–2021), türkischer Theologe
- Ömer Faruk Kalmış (* 1994), deutsch-türkischer Fußballspieler
- Ömer Faruk Tekbilek (* 1951), türkischer Musiker

### Farrokh
- Farrokh Bulsara, Geburtsname des Sängers Freddie Mercury (1946–1991)

## Familienname
- Amin Farouk (* 2003), deutscher Fußballspieler
- Giana Farouk (* 1994), ägyptische Karateka
- Imran Farooq (1960–2010), pakistanischer Politiker
- Nilam Farooq (* 1989), deutsche Schauspielerin und Bloggerin
- Tariq Farooq (* 1954), österreichischer Badmintonspieler
- Yasmin Farooq (* 1965), US-amerikanische Ruderin
- Mehdi Farrokh (1886–1973), iranischer Diplomat und Politiker

## Herrscher
- Faruq (1920–1965), König von Ägypten (1936–1952)